# Hitler Has Only Got One Ball
„Hitler Has Only Got One Ball“ („Hitler má jenom jedno varle“) je britská píseň z druhé světové války, která zesměšňuje nacistické vůdce odkazem na jejich varlata. Píseň je primárně založena na pověsti, že Adolf Hitler trpěl monorchismem. Existuje více variant textu čítajících čtyři verše k melodii „Colonel Bogey March“. 
Množství existujících verzí, včetně těch obscénních, dokládá nadšení, s nímž byl popěvek přijat britskou armádou. Následně se píseň coby symbol vzdoru proti nacistickému režimu Adolfa Hitlera ujala i v ostatních odvětvích britských ozbrojených sil a mezi civilisty. 

## Text písně
Jedna z populárnějších variant písně se objevuje i ve filmu Tmavomodrý svět: 
Hitler has only got one ball

Göring has two but very small

Himmler is rather sim'lar

But poor old Goebbels has no balls at all

„Hitler jen jedno varle má, Göring má dvě, však malinká, Himmler je na tom stejně A chudák Goebbels, ten žádné nemá.“
Text naráží na rozšířenou teorii, že Adolf Hitler měl jen jedno varle, obviňuje Hermanna Göringa a Heinricha Himmlera z mikroorchidismu (velikost varlat menší než bývá obvyklá) a Josepha Goebbelse z anorchismu (úplná absence varlat u muže).

## Píseň v populární kultuře
Ve filmu John Rabe – Ctihodný občan Třetí Říše zpívá jednu z variant písně Steve Buscemi.
V britském sitcomu „Haló haló“ (série 3 epizoda 6), zpívá jednu z variant této písně kapitán v zajateckém táboře při inspekci generálem.